# Збройні сили Папуа Нової Гвінеї
Збройні сили Папуа Нової Гвінеї (англ. Papua New Guinea Defence Force) — військова організація Папуа Нової Гвінеї що забезпечує охорону, захист свободи незалежності та територіальної цілісності держави.

## Оснащення

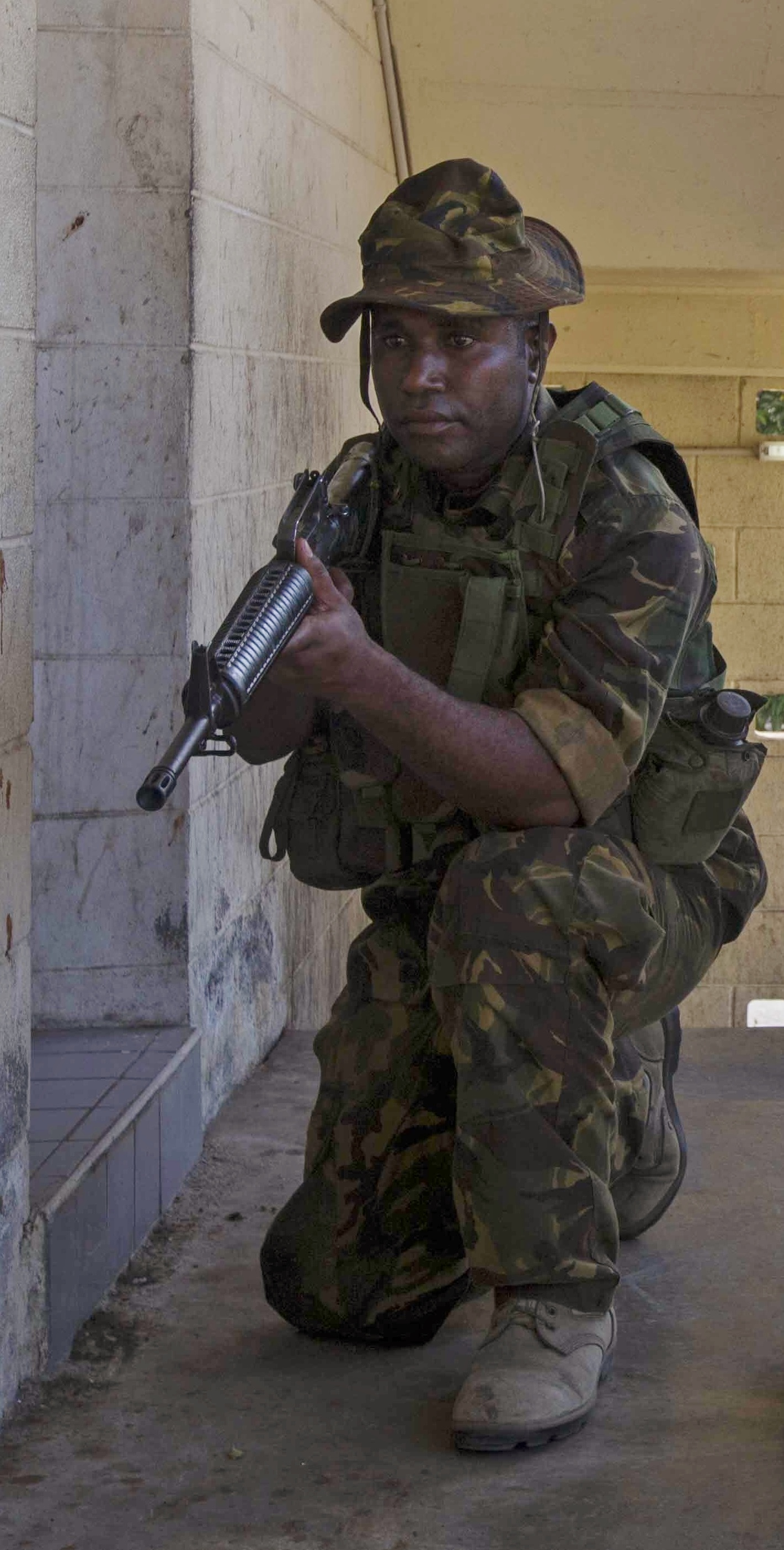
Солдат збройних сил Папуа з автоматичною гвинтівкою М16

Є невеликий флот що складається з 4 патрульних катерів, 2 десантних катерів і з десяток літаків та гелікоптерів (ударних немає). Важкого озброєння та артилерії немає. Є РПГ-7, американські підствольні гранатомети M203, кілька мінометів, кулемети, а також автоматичні гвинтівки M16, Famas, SA80. 